# Saison 1954-1955 de l'AS Saint-Étienne
Chronologie
Saison précédente Saison suivante
Cette page présente la saison 1954-1955 de l'AS Saint-Étienne. Le club évolue en Division 1, en Coupe de France et en Coupe Drago.

## Résumé de la saison
- Premier titre de la section professionnelle de l’ASSE avec la Coupe Drago
- Les efforts en matière de formation commencent à payer. Il n’a aucun gros transfert depuis l’extérieur. Les principales arrivées viennent du centre de formation. Arrivée importante cette année dans l’effectif avec Rachid Mekloufi qui vient de Sétif, mais qui n’avait jamais joué sur une vraie pelouse, et Eugène N'Jo Léa qui était dans la région de Roanne en provenance du Cameroun pour y faire ses études.

## Équipe professionnelle

### Transferts
Sont considérés comme arrivées, des joueurs n’ayant pas joué avec l’équipe 1 la saison précédente.
| Nom              | Nationalité | Poste     | Transfert | Provenance/Destination | Division      |
| ---------------- | ----------- | --------- | --------- | ---------------------- | ------------- |
| Arrivées         |             |           |           |                        |               |
| Jacques Ferrière |             | Gardien   | Transfert | FC Perpignan           | Division 2    |
| Richard Tylinski |             | Milieu    | -         | -                      | Formé au club |
| Rachid Mekloufi  |             | Attaquant | -         | -                      | -             |
| Robert Orcel     |             | Milieu    | -         | -                      | Formé au club |
| René Ferrier     |             | Milieu    | -         | -                      | Formé au club |
| Eugène N'Jo Léa  |             | Attaquant | -         | -                      | -             |
| Lucien Baudino   |             | Attaquant | -         | -                      | Formé au club |
| Yvon Goujon      |             | Attaquant | -         | -                      | Formé au club |
| Départs          |             |           |           |                        |               |
| Gérard Cayrouze  |             | Gardien   | Transfert | -                      | -             |
| Bruno Adamiak    |             | Gardien   | -         | -                      | -             |
| Raymond Menjou   |             | Milieu    | -         | -                      | -             |
| Paul-Jean Blieck |             | Milieu    | -         | -                      | -             |
| Maurice Deberry  |             | Attaquant | -         | -                      | -             |
| Per-Alex Jensen  |             | Attaquant | -         | -                      | -             |

### Championnat

#### Matchs allers
| Date       | N o | Adversaire             | Lieu | Résultat | Buteurs pour Saint-Étienne                              | Points | Classement |
| ---------- | --- | ---------------------- | ---- | -------- | ------------------------------------------------------- | ------ | ---------- |
| 22/08/1954 | J01 | Nîmes Olympique        | Dom. | 4 - 2    | Grattarola 27e, Collados 49e 57e, Nyers 78e             | 2      | 6          |
| 29/08/1954 | J02 | FC Nancy               | Dom. | 2 - 0    | Domingo 50e, Foix 62e                                   | 4      | 3          |
| 05/09/1954 | J03 | Stade de Reims         | Ext. | 2 - 4    | Grattarola 21e 73e, Goglia 54e, Foix 67e                | 6      | 2          |
| 09/09/1954 | J04 | Olympique de Marseille | Ext. | 4 - 0    | -                                                       | 6      | 5          |
| 12/09/1954 | J05 | Toulouse FC            | Dom. | 2 - 3    | N’Jo Léa 40e 86e                                        | 6      | 7          |
| 19/09/1954 | J06 | Lille OSC              | Ext. | 0 - 1    | Ibanez 41e                                              | 8      | 5          |
| 26/09/1954 | J07 | AS Monaco FC           | Ext. | 2 - 0    | -                                                       | 8      | 6          |
| 30/09/1954 | J08 | Troyes                 | Dom. | 0 - 2    | -                                                       | 8      | 8          |
| 03/10/1954 | J09 | RC Strasbourg          | Dom. | 5 - 1    | Foix 12e 35e 42e 61e, Vernier 80e                       | 10     | 5          |
| 10/10/1954 | J10 | OGC Nice               | Ext. | 2 - 0    | -                                                       | 10     | 9          |
| 24/10/1954 | J11 | RC Lens                | Ext. | 2 - 1    | Wicart 71e                                              | 10     | 10         |
| 31/10/1954 | J12 | CO Roubaix-Tourcoing   | Dom. | 5 - 1    | Ibanez 32e, Mekloufi 42e 60e, Collados 50e, Domingo 77e | 12     | 6          |
| 07/11/1954 | J13 | RC Paris               | Ext. | 4 - 0    | -                                                       | 12     | 11         |
| 14/11/1954 | J14 | FC Sochaux             | Dom. | 3 - 1    | Mekloufi 10e, Collados 41e, Foix 72e                    | 14     | 8          |
| 21/11/1954 | J15 | FC Metz                | Ext. | 0 - 2    | Mekloufi 46e, Vernier 87e                               | 16     | 6          |
| 28/11/1954 | J16 | Olympique lyonnais     | Dom. | 4 - 2    | Mekloufi 30e 70e, Ferry 68e, Vernier 88e                | 18     | 5          |
| 05/12/1954 | J17 | Bordeaux               | Ext. | 2 - 1    | Foix 68e                                                | 18     | 6          |

#### Matchs retours
| Date       | N o | Adversaire             | Lieu | Résultat | Buteurs pour Saint-Étienne                   | Points | Classement |
| ---------- | --- | ---------------------- | ---- | -------- | -------------------------------------------- | ------ | ---------- |
| 12/12/1954 | J18 | Nîmes Olympique        | Ext. | 1 - 0    | -                                            | 18     | 7          |
| 19/12/1954 | J19 | FC Nancy               | Ext. | 2 - 1    | Goujon 18e                                   | 18     | 9          |
| 26/12/1954 | J20 | Stade de Reims         | Dom. | 0 - 2    | -                                            | 18     | 13         |
| 09/01/1955 | J22 | Toulouse FC            | Ext. | 2 - 0    | -                                            | 18     | 16         |
| 16/01/1955 | J23 | Lille OSC              | Dom. | 2 – 2    | Foix 4e, Vernier 76e                         | 19     | 15         |
| 20/01/1955 | J21 | Olympique de Marseille | Dom. | 3 - 0    | Domingo 23e, Mekloufi 55e, Foix 67e          | 21     | 13         |
| 30/01/1955 | J25 | AS Monaco FC           | Dom. | 0 – 0    | -                                            | 22     | 13         |
| 13/02/1955 | J26 | RC Strasbourg          | Ext. | 5 - 0    | -                                            | 22     | 16         |
| 20/02/1955 | J27 | OGC Nice               | Dom. | 4 - 2    | Mekloufi 14e, Foix 59e 83e, Ferry 72e (pen.) | 24     | 13         |
| 27/02/1955 | J28 | RC Lens                | Dom. | 1 – 1    | Ferry 48e                                    | 25     | 13         |
| 03/03/1955 | J24 | Troyes                 | Ext. | 0 - 3    | Foix 11e, Domingo 78e, N’Jo Léa 90e          | 27     | 11         |
| 13/03/1955 | J29 | CO Roubaix-Tourcoing   | Ext. | 1 - 4    | Collados 7e, Ferry 40e (pen.) , Foix 61e 87e | 29     | 8          |
| 20/03/1955 | J30 | RC Paris               | Dom. | 0 - 1    | -                                            | 29     | 12         |
| 10/04/1955 | J31 | FC Sochaux             | Ext. | 0 – 0    | -                                            | 30     | 10         |
| 24/04/1955 | J32 | FC Metz                | Dom. | 2 - 0    | Domingo 30e, Mekloufi 89e                    | 32     | 8          |
| 01/05/1955 | J33 | Olympique lyonnais     | Ext. | 1 – 1    | Vernier 56e                                  | 33     | 9          |
| 22/05/1955 | J34 | Bordeaux               | Dom. | 3 - 1    | Foix 20e 28e, De Kubber 86e (csc)            | 35     | 7          |

### Classement final
| Rang | Équipe                   | Pts | J  | G  | N  | P  | Bp | Bc | GA    |
| ---- | ------------------------ | --- | -- | -- | -- | -- | -- | -- | ----- |
| 1    | Stade de Reims           | 44  | 34 | 19 | 6  | 9  | 78 | 53 | 1,472 |
| 2    | Toulouse FC              | 40  | 34 | 15 | 10 | 9  | 57 | 45 | 1,267 |
| 3    | RC Lens                  | 38  | 34 | 13 | 12 | 9  | 56 | 55 | 1,018 |
| 4    | RC Strasbourg            | 37  | 34 | 15 | 7  | 12 | 74 | 55 | 1,345 |
| 5    | FC Sochaux               | 36  | 34 | 15 | 6  | 13 | 64 | 53 | 1,208 |
| 6    | FC Girondins de Bordeaux | 35  | 34 | 14 | 7  | 13 | 63 | 51 | 1,235 |
| 7    | AS Saint-Étienne         | 35  | 34 | 15 | 5  | 14 | 58 | 51 | 1,137 |
| 8    | RC Paris P               | 34  | 34 | 13 | 8  | 13 | 62 | 57 | 1,088 |
| 9    | OGC Nice                 | 34  | 34 | 13 | 8  | 13 | 75 | 81 | 0,926 |
| 10   | Olympique de Marseille   | 33  | 34 | 13 | 7  | 14 | 58 | 51 | 1,137 |
| 11   | Nîmes Olympique          | 33  | 34 | 14 | 5  | 15 | 48 | 52 | 0,923 |
| 12   | Olympique lyonnais P     | 33  | 34 | 12 | 9  | 13 | 54 | 63 | 0,857 |
| 13   | FC Nancy                 | 32  | 34 | 12 | 8  | 14 | 59 | 54 | 1,093 |
| 14   | AS Monaco FC             | 31  | 34 | 10 | 11 | 13 | 43 | 45 | 0,956 |
| 15   | FC Metz                  | 31  | 34 | 12 | 7  | 15 | 42 | 72 | 0,583 |
| 16   | Lille OSC T C            | 30  | 34 | 11 | 8  | 15 | 61 | 58 | 1,052 |
| 17   | AS Troyes-Savinienne P   | 30  | 34 | 12 | 6  | 16 | 48 | 66 | 0,727 |
| 18   | CO Roubaix-Tourcoing     | 26  | 34 | 10 | 6  | 18 | 52 | 90 | 0,578 |

Victoire à 2 points
Qualification européenne
- 1er : qualifié pour la Coupe Latine
et la Coupe des clubs champions européens

Relégation
- 16e : barrage de relégation en Division 2
- 18e : relégation en Division 2

Abréviations
T : Tenant du titre

C : Vainqueur de la Coupe de France 1954-55

P : Promus de Division 2
- En cas d'égalité entre deux clubs, le premier critère de départage est la moyenne de buts.
- L'UA Sedan-Torcy et le Red Star OA accèdent directement à la première division, étant les deux premiers de Division 2. Mais à la suite d'une enquête ouverte par le Groupement des clubs autorisés pour malversations, le Red Star OA reste en D2. L'AS Troyes-Savinienne est ainsi repêchée et reste en D1.
- Le Lille OSC bat le Stade rennais UC en barrages (1-0 et 6-1) et conserve donc sa place en D1.

### Coupe de France

#### Tableau récapitulatif des matchs
| Date       | N o              | Adversaire | Lieu                       | Résultat | Buteurs pour Saint-Étienne | Suite    |
| ---------- | ---------------- | ---------- | -------------------------- | -------- | -------------------------- | -------- |
| 06/02/1955 | 32èmes de finale | FC Nancy   | Stade Vélodrome, Marseille | 3 - 4    | Foix 8e 24e 69e            | Éliminés |

### Coupe Drago

#### Tableau récapitulatif des matchs
| Date       | N o           | Adversaire         | Lieu                                   | Résultat | Buteurs pour Saint-Étienne             | Suite                               |
| ---------- | ------------- | ------------------ | -------------------------------------- | -------- | -------------------------------------- | ----------------------------------- |
| 06/03/1955 | 1er tour      | CA Paris           | Stade Geoffroy-Guichard, Saint-Étienne | 4 - 2    | N’Jo Léa 24e 28e 57e, Foix 55e 84e     | Qualifiés pour le second tour       |
| 27/03/1955 | 2e tour       | FC Perpignan       | Stade Geoffroy-Guichard, Saint-Étienne | 2 - 0    | Mekloufi 36e, Foix 79e                 | Qualifiés pour les 8èmes de finale  |
| 17/04/1955 | 1/8 de finale | Olympique d'Alès   | Stade de la Prairie, Alès              | 1 - 3    | Ibanez 25e, Mekloufi 26e, Foix 83e     | Qualifiés pour les quarts de finale |
| 08/05/1955 | ¼ de finale   | AS Aix             | Stade Saint-Lazare, Limoges            | 3 - 1    | Domingo 2e, Collados 65e, N’Jo Léa 84e | Qualifiés pour les demi-finales     |
| 19/05/1955 | Demi-finale   | Olympique lyonnais | Stade Geoffroy-Guichard, Saint-Étienne | 4 - 0    | Mekloufi 5e 39e , N’Jo Léa 68e 75e     | Qualifiés pour la finale            |
| 03/06/1955 | Finale        | Sedan              | Parc des Princes, Paris                | 2 - 0    | Collados 19e , N’Jo Léa 65e            | Vainqueur                           |

### Statistiques

#### Buteurs
| Place | Nom                | Division 1 | Coupe de France | Coupe Drago | TOTAL des BUTS |
| 1     | Jacques Foix       | 17 buts    | 3 buts          | 4 buts      | 24 buts        |
| 2     | Rachid Mekloufi    | 9 buts     | -               | 4 buts      | 13 buts        |
| 3     | Eugène N'Jo Léa    | 3 buts     | -               | 7 buts      | 10 buts        |
| 4     | Dominique Collados | 5 buts     | -               | 2 buts      | 7 buts         |
| 5     | René Domingo       | 5 buts     | -               | 1 but       | 6 buts         |
| 6     | René Vernier       | 5 buts     | -               | -           | 5 buts         |
| 7     | Koczur Ferry       | 4 buts     | -               | -           | 4 buts         |
| 8     | Joseph Ibanez      | 2 buts     | -               | 1 but       | 3 buts         |
| 8     | Jacques Grattarola | 3 buts     | -               | -           | 3 buts         |
| 10    | François Wicart    | 1 but      | -               | -           | 1 but          |
| 10    | Antonio Goglia     | 1 but      | -               | -           | 1 but          |
| 10    | Ferenc Nyers       | 1 but      | -               | -           | 1 but          |
| 10    | Yvon Goujon        | 1 but      | -               | -           | 1 but          |
| #     | contre son camp    | 1 but      | -               | -           | 1 but          |
| Total | 13 buteurs         | 58 buts    | 3 buts          | 19 buts     | 80 buts        |

Date de mise à jour : le 29 octobre 2014.

#### Affluences
Affluence de l'AS Saint-Étienne à domicile

### Équipe de France
Un seul Stéphanois aura les honneurs de l’Équipe de France cette année en la personne de Jacques Foix avec deux sélections en Équipe de France. Il inscrit un doublé contre l’Allemagne le 16 octobre 1954
| Joueurs      | Position  | Date       | Lieu     | Adversaire | Score | Temps de jeu | Buts    |
| Jacques Foix | Attaquant | 16.10.1954 | Hanovre  | R.F.A.     | 1 - 3 | 53           | 33e 55e |
| Jacques Foix | Attaquant | 11.11.1954 | Colombes | Belgique   | 2 – 2 | 90           | -       |